# Ana García-Siñeriz
Ana María Aurora García-Siñeriz Alonso (* 26. Juli 1965 in Oviedo) ist eine spanische Journalistin und Fernsehmoderatorin.
Sie studierte Kommunikationswissenschaften an der Universität Complutense Madrid (master Radio Nacional de España). Sie hat zwei Kinder: Mateo (* 1998) und Chloe (* 2000).

## Fernsehsendungen
- 2005–2008: Channel nº 4 mit Boris Izaguirre (Cuatro)
- 1995–2005: Lo + plus (Canal+)
- 2005: Magacine (Canal+)
- 1993–1994: Primer plano (Canal+)
- 1988–1989: Hablando claro (TVE)

## Werke
- 2000: Bebé a bordo